# Saint-Vincent (Italien)
Saint-Vincent (Valdôtain: Sèn-Veuncein; Walsertysk: Finze) er en by i regionen Valle d'Aosta i det nordvestlige Italien. Saint-Vincent har 4.448(2023) indbyggere og ligger i en højde af 550 m over havet.